# A Decade of Steely Dan
Albums de Steely Dan
Gold
(1982) Reelin' In the Years
(1987)
A Decade of Steely Dan (1985) est une compilation sur CD de chansons de Steely Dan, groupe de jazz rock américain.

## Titres de l’album
Toutes les compositions sont de Walter Becker et Donald Fagen, sauf indication contraire.
| No  | Titre                                                   | Parution originale   | Durée |
| --- | ------------------------------------------------------- | -------------------- | ----- |
| 1.  | FM (No Static at All) (en)                              | FM (en)              | 5:05  |
| 2.  | Black Friday                                            | Katy Lied            | 3:39  |
| 3.  | Babylon Sisters                                         | Gaucho               | 5:50  |
| 4.  | Deacon Blues                                            | Aja                  | 7:31  |
| 5.  | Bodhisattva                                             | Countdown to Ecstasy | 5:17  |
| 6.  | Hey Nineteen                                            | Gaucho               | 5:04  |
| 7.  | Do It Again                                             | Can't Buy a Thrill   | 5:56  |
| 8.  | Peg (en)                                                | Aja                  | 3:56  |
| 9.  | Rikki Don't Lose That Number (en)                       | Pretzel Logic        | 4:32  |
| 10. | Reelin' in the Years (en)                               | Can't Buy a Thrill   | 4:37  |
| 11. | East St. Louis Toodle-Oo (Duke Ellington, Bubber Miley) | Pretzel Logic        | 2:45  |
| 12. | Kid Charlemagne                                         | The Royal Scam       | 4:38  |
| 13. | My Old School                                           | Countdown to Ecstasy | 5:46  |
| 14. | Bad Sneakers (en)                                       | Katy Lied            | 3:16  |